# Najade
En najade er i græsk mytologi en nymfe. Najaderne havde deres tilholdssteder i ferskvand (kilder, floder, bække m.v.).
Andre nymfer var oreaderne, der havde tilholdssted i bjergene og dryaderne, der havde tilholdssted i træerne.